# قالی یزد
قالی یزد گونه‌ای قالی ایرانی است که در یزد تولید می‌شود. سالانه نزدیک به ۲۰۰ هزار مترمربع فرش دستباف در یزد بافته می‌شود.
همچنین بیش از ۴۰ هزار بافندهٔ فرش در یزد مشغول فعالیت هستند.

## مطالعه بیشتر
«شناخت فرش دستباف یزد»، نوشتهٔ احمد زارع، محمدرضا قاآنی، مجید مقنی پور، محمود اشعاری، نشر توز و قلم، ۱۳۹۴